# Acantholycosa
Acantholycosa là một chi nhện trong họ Lycosidae.

## Các loài
- Acantholycosa aborigenica
- Acantholycosa altaiensis
- Acantholycosa azheganovae
- Acantholycosa azyuzini
- Acantholycosa baltoroi
- Acantholycosa dudkoromani
- Acantholycosa dudkorum
- Acantholycosa katunensis
- Acantholycosa khakassica
- Acantholycosa kurchumensis
- Acantholycosa levinae
- Acantholycosa lignaria
- Acantholycosa logunovi
- Acantholycosa mordkovitchi
- Acantholycosa norvegica
- Acantholycosa oligerae
- Acantholycosa paraplumalis
- Acantholycosa pedestris
- Acantholycosa petrophila
- Acantholycosa plumalis
- Acantholycosa sayanensis
- Acantholycosa solituda
- Acantholycosa spinembolus
- Acantholycosa sterneri
- Acantholycosa sudukovi
- Acantholycosa zinchenkoi